# Reserva paisajística Nor Yauyos-Cochas
La Reserva Paisajística Nor Yauyos-Cochas se encuentra ubicada en la cuenca alta y media del río Cañete y en la cuenca del rio Cochas Pachacayo en las serranías de los departamentos de Lima y Junin. Fue creado el 01 de mayo de 2001 mediante Decreto Supremo Nº033-2001-AG. con una extensión de 221,268.48 hectáreas. De las cuales, 137 164.478 hectáreas pertenecen a la cuenca del Alto Cañete y 84 104.003 hectáreas a la cuenca del Cochas – Pachacayo. 
El objetivo de la Reserva Paisajística Nor Yauyos-Cochas es la conservación de la cuenca alta del río Cañete y la cuenca del río Pachacayo, que albergan ecosistemas paisajísticos de gran belleza y singularidad y coexiste además en armoniosa relación con las actividades de las comunidades campesinas.

## Descripción
El río Cañete en esta zona forma unas hermosas lagunas esmeraldas donde abundan truchas. También patos, gallaretas y otras aves andinas, pueden verse caballos, llamas, vacas y ganados varios. Toda la zona está dominada por la belleza del río Cañete que roba el recuerdo del que la visita.
Haciendo un recorrido del Este, desde el pueblo de Magdalena (Km 134 de la Carretera de Penetración a Cañete) y viajando hacia el Oeste siguiendo al río Cañete, tenemos dentro de la zona de la reserva los siguientes lugares: Magdalena, Tinco de Alis - Alis, Piquecocha, Miraflores, Vitis, Huancaya, Vilca, Tanta y el nevado Pariacaca.

## Flora
La flora conservada en la RPNYC está constituida por más de 150 especies de plantas, como el quishuar y el colle donde destacan los pajonales y buenas porciones de queñuales o quinuales (Polylepis incana). Se encuentran también bosques de puyas Raimondi (Puya raimondii).

## Fauna
Dentro de las aves destaca la presencia de diversas especies de zambullidores (Podiceps spp.), huaco (Nycticorax nycticorax), yanavico (Plegadis ridgwayi), la huallata (Chloephaga melanoptera), y diversas especies de patos (Anas spp.), entre otras.
En cuanto a los mamíferos, se reportó la presencia del zorro andino (Pseudalopex culpaeus), venado (Odocoileus virginianus), gato andino (Oreailurus jacobita), vizcacha (Lagidium peruanum), puma (Puma concolor), gato cimarrón (Lynchailurus pajeros), taruca (Hippocamelus antisensis), vicuña (Vicugna vicugna), llama (Lama glama), la alpaca (Lama pacos), un marsupial y especies de roedores.

## Clima, Hábitat y Región
Estepa montano tropical, bosque húmedo-Montano Tropical, páramo muy húmedo-Subalpino Tropical, tundra pluvial-Alpino Tropical, Nival Tropical. Corresponde a las regiones naturales Quechua, Suni, Puna y Janca descritas por Pulgar Vidal o las Ecorregiones (según A. Brack) Serranía Esteparia y Puna y Altos Andes.

## Turismo

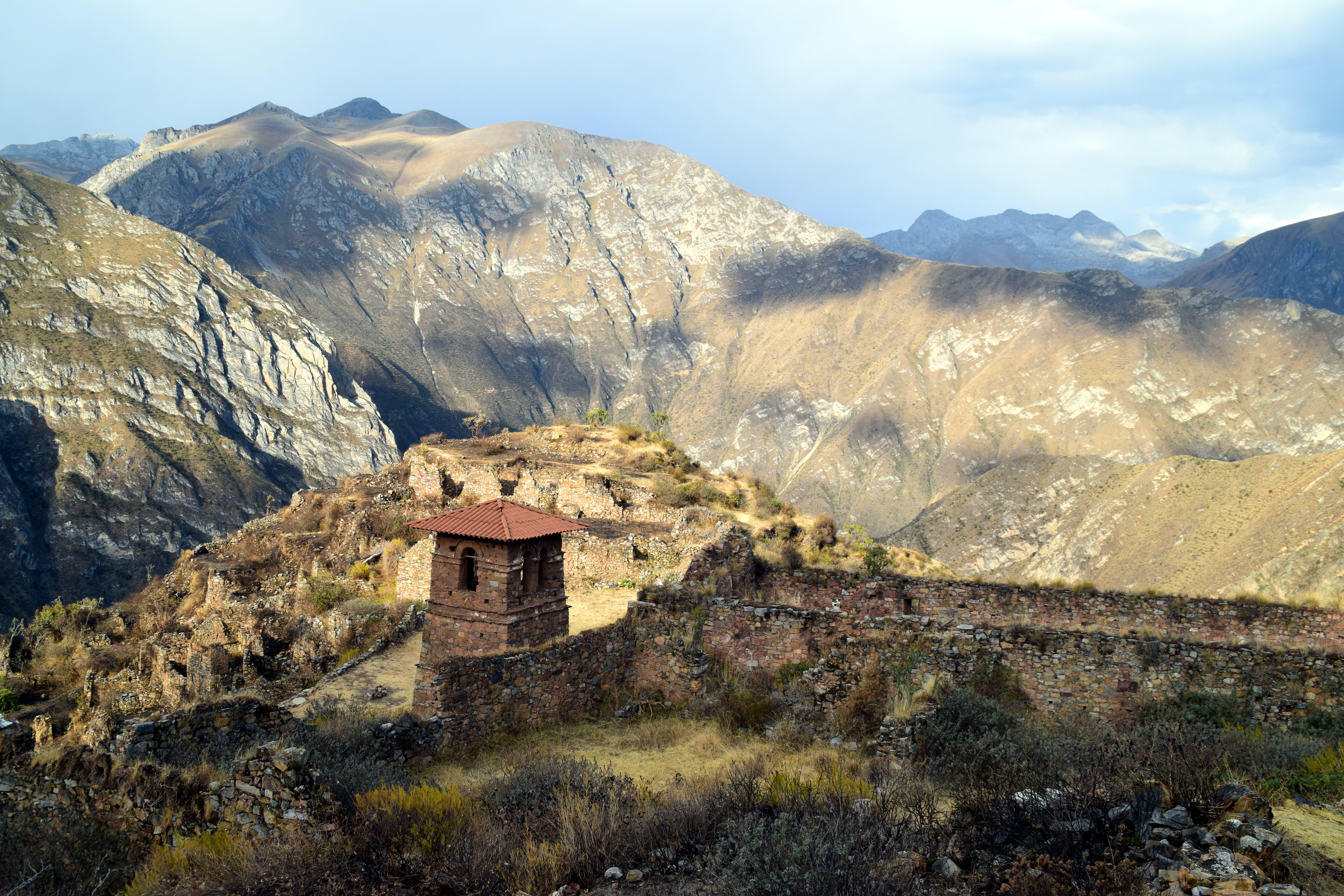
Pueblo fantasma en Huaquis

En la ruta turística existen diversos lugares por visitar, los más representativos son:
- Cascadas y lagunas de Huancaya y Vilca.
- La caverna más profunda de América del Sur, ubicada en la localidad de Laraos a 4,400 m.s.n.m. y presenta un desnivel vertical de 630 metros.
- La cueva Qaqa Mach’ay, en la localidad de Laraos que es la más alta del mundo a una altura ubicada a 4,930 m.s.n.m. con 125 metros de profundidad.
- Lagunas de Piticocha, Mullucocha y Paucarcocha, en Tanta
- Sitios arqueológicos:
  - Huamanmarca en Carania
  - Huaquis en Miraflores
  - Vinchos y Andas en Canchayllo
- Andenerías de Laraos, Carania y Vitis, donde se puede observar cuatro tipos diferentes de andenes.
- Pinturas rupestres de Cuchimachay en Tanta y Quilcasca en Laraos.
- Se puede divisar parte del antiguo camino Inca (o Qhapac Ñan) que atraviesa todo el Perú.

Esta zona fue descrita por el Geógrafo D. López Mazzotti en su libro "A Mochila en Perú" el año 1988 quien la describió como "el paisaje de mayor belleza escénica del Perú" planteando la necesidad de convertirla en reserva, pero la legislación vigente no permitía a la entonces ONERN (hoy SERNANP) su incorporación. Fue preciso crear una categoría nueva dentro de la clasificación de ANP's para incorporarla y así en el 2001 el INRENA (hoy SERNANP) crea el rubro de Reserva Paisajística lo que permite su protección.